# Воробей, Елена Яковлевна
Еле́на Яковлевна Воробе́й (настоящая фамилия — Лебенбаум) (бел. Алена Якаўлеўна Верабей; род. 5 июня 1967, Брест, Белорусская ССР, СССР) — российская актриса кино и телевидения, артистка эстрады, юмористка, певица, пародистка, режиссёр, телеведущая и педагог. Заслуженная артистка России (2012). Победительница второго сезона шоу «Три аккорда» на Первом канале.

## Биография

### Ранние годы
Родилась 5 июня 1967 года в Бресте, Белорусская ССР. Отец — Яков Мовшевич Лебенбаум, мать — Нина Львовна Лебенбаум.
Окончила музыкальное училище в Бресте.
С января 1988 года стала жить в Ленинграде (Ныне в Санкт-Петербурге), так как стала студенткой Ленинградского театрального института (ЛГИТМиК) по специальности «Артист театра, эстрады и кино». Окончила вуз в 1993 году. Руководитель курса — Исаак Штокбант.

### Карьера
Со студенческих лет начала работать в ленинградском Государственном театре «Буфф», где познакомилась с Юрием Гальцевым, Геннадием Ветровым и Натальей Ветлицкой.
В 1992 году выступила с клоунадой на конкурсе актёрской песни имени Андрея Миронова, где стала лауреатом и получила приз зрительских симпатий.
В 1993 году получила Гран-при, специальный приз 1-го канала и приз зрительских симпатий на Всероссийском конкурсе «Москва-Ялта-Транзит».
Позже Ирина Понаровская рассказывала Елене, что члены жюри долго совещались, можно ли ей с её фамилией давать Гран-при, а после конкурса посоветовали ей взять псевдоним.

Когда мы вместе с Владимиром Натановичем Винокуром выбирали мне сценический псевдоним, почему-то у нас обоих всплыл в памяти образ воробушка из песни Эдит Пиаф. И Винокур так глянул на меня: «Ну, конечно, воробушек! Это настолько в десятку, что даже думать нечего! В общем, Воробей — и всё!» Воробей — очень подходит к моему характеру и отношению к жизни. Да и в детстве меня во дворе часто звали «воробышком».
Кроме того, во время многолетней работы в питерском театре «Буфф» я часто исполняла песни Эдит Пиаф, чей псевдоним переводится как «Воробышек».— 
Познакомившись с Аллой Пугачёвой, приняла предложение поучаствовать в её концерте и уже успела записать фонограмму, но песню Елены в результате исполнила жена продюсера этого концерта Алёна Апина.
Делала пародии на Вайкуле, Пугачёву, Распутину ещё до «Аншлага». С 2000 года перешла на эстраду и начала сниматься в программе «Аншлаг», куда её пригласил продюсер Александр Достман, предложив заключить контракт; также стала сниматься и в других популярных телевизионных проектах. Переехала в Москву.
Неоднократно становилась лауреатом Всероссийских конкурсов артистов эстрады: «Хит-парад Останкино» (1995), Гран-при «Кубок юмора» (2002).
У Елены есть свой театр, в нём служат семь человек.
В 2017 году Елене Воробей был закрыт въезд на территорию Украины.
Делала совместные номера с Сергеем Дроботенко, Юрием Гальцевым, Натальей Ветлицкой и Геннадием Ветровым, Кариной Зверевой, Светланой Рожковой, Николаем Алипой, Игорем Маменко, Владимиром Винокуром, Андреем Бариновым, Игорем Христенко, Борисом Моисеевым, Владимиром Данильцом и Владимиром Моисеенко, Еленой Степаненко и др.

### Семья и личная жизнь
- Отец — Яков Мовшевич Лебенбаум (род. 2 мая 1948[11]), работал в ЖЭКе слесарем[12].
- Мать — Нина Львовна Лебенбаум (1947—2016), швея и монтажница, умерла от рака[12].
- Дочь — София Игоревна Лебенбаум[10] (род. 11 марта 2003)[12], родилась семимесячной, много болела в детстве[13], в 2018 году в немецкой клинике ей сделали операцию на позвоночнике по поводу сколиоза[11].
- Младшая сестра — Наталья Яковлевна (род. 1973), имеет медицинское образование, является крёстной матерью дочери Елены Воробей. Её дети (племянники Елены): Александр и Анастасия[4][14].

Родителей и сестру с племянниками Елена перевезла из Бреста в Москву. Сама актриса живёт на Воробьёвых горах в элитном комплексе «Золотые ключи».
У Елены было два фиктивных брака:
- Третий муж — Андрей Борисович Кислюк (род. 24.03.1968)[19] — актёр санкт-петербургского театра «Буфф». Прожили вместе 10 лет.
- Первый муж — Игорь Константинович, бизнесмен из Санкт-Петербурга. Умер в апреле 2016 года от последствий падения с лестницы[10][20].

## Фильмография

### Роли в кино и телесериалах
1. 1993 — Страсти по Анжелике — Виктория (в титрах — Лебенбаум)
2. 1998 — Тело будет предано земле, а старший мичман будет петь — горничная
3. 2000 — 2001 — Улицы разбитых фонарей. Менты-3 (серия «Домовой») — Лариса
4. 2004 — Афромосквич — учительница Жени
5. 2005 — Двенадцать стульев — Фима Собак
6. 2005 — Осторожно, Задов! — продавщица-нимфоманка
7. 2005 — Бриллианты для Джульетты — певица Жанна
8. 2005 — Это всё цветочки — Инга
9. 2005 — Первый скорый — «бездарная актриса»
10. 2006 — Бедная крошка — Царевна-лягушка / Колдунья
11. 2006 — Первый дома — напарница милиционера / Паша Строганова
12. 2007 — Королевство кривых зеркал — буфетчица / участница «Кривовидения» от Германии
13. 2008 — Золотая рыбка — Золотая рыбка
14. 2009 — Золотой ключик — лиса Алиса
15. 2010 — Новый год по-нашему! — солистка группы «Люба»
16. 2010 — Солдаты и офицеры — много ролей
17. 2010 — Морозко — Варвара
18. 2011 — Новые приключения Аладдина — мама Аладдина
19. 2012 — Красная Шапочка — бабушка Красной Шапочки
20. 2013 — Три богатыря — Белка
21. 2018 — Золушка — Фея
22. 2023 — Полярный-3 — Антонина Васильевна[21]

### Киножурнал «Ералаш»
1. 2005 — Выпуск № 184 (сюжет «Страсти по Онегину»)[22] — Анна Сергеевна, учительница литературы
2. 2015 — Выпуск № 294 (сюжет «Это уже слишком»)[23] — учительница русского языка

### Телевидение
1. Аншлаг
2. 2013—2015, 2017-настоящее время — «Субботний вечер» (соведущая, с 2017 — в образе Аллы Пугачёвой)
3. 2008 — «Самый умный» (СТС) — победительница интеллектуального шоу «Самый умный озорник»
4. 2008 — «Две звезды» (2-й сезон) — участница конкурсной программы (в дуэте с Борисом Моисеевым)
5. 2009 — «Русские сенсации», фильмы: «Звёзды-одиночки», «Разрыв сердца»
6. 2009 — «Танцы со звёздами», телеканал «Россия», партнёр Кирилл Никитин
7. 2011 — «Зирка плюс Зирка» (Звезда плюс Звезда), телеканал Украина, партнёр Кирилл Андреев, солист группы Иванушки.
8. 2013 — «Повтори!» — участница
9. 2017 — «Три аккорда» — победительница второго сезона проекта.
10. 2022 — «Аватар» (НТВ) — участница в образе Русалочки. Продержалась до четвёртого выпуска.

### Объекты пародий
- Жанна Агузарова
- Ирина Аллегрова
- Алсу
- Надежда Бабкина
- Елена Ваенга
- Лайма Вайкуле
- Людмила Гурченко
- Ёлка
- Надежда Кадышева
- Сати Казанова
- Валерий Леонтьев
- Елена Малышева
- Таисия Повалий
- Алла Пугачёва
- Эдита Пьеха
- Маша Распутина
- Александр Розенбаум
- Трофим
- Люба Успенская
- Жанна Фриске
- Кончита Вурст

### Театр
Играет в антерпризных спектаклях.
- «Он в Аргентине» — Нина
- «Любовь по-итальянски» — Эва
- «Ты мой Бог» — Сильвия
- «С любовью не шутят» — Инесса
- «Мужчина с доставкой на дом» — Марго

### Озвучивание
1. 2007 — Элька — Чайка

### Режиссёр
1. 2014—2015 — Театральный кружок (радиопрограмма)

### Педагог
1. с 2014 года — специальность: актёр радиопрограммы с дополнительным тембральным уклоном (Высшая Школа телевидения и радиовещание «Газпром-Медиа»)

## Дискография

### Синглы
- 2017 — «Лайкаю» (Like Are You) (совм. с Сергеем Любавиным)[24]
- 2018 — «Снова снег»[25]
- 2020 — «Все перемелется»[26]
- 2021 — «А я скучаю» (совм. с Edgar)[27]
- 2021 — «Часики»[28]
- 2021 — «704 дня»[29]
- 2022 — «Перелюбила»[30]
- 2022 — «Красное и белое»[31]
- 2023 — «Холодно[32]
- 2023 — «Небо в алмазах» (совм. с Евгением Гором) [33]
- 2023 — «Дикая львица»[34]
- 2023 — «Андрюша - натурал»[35]
- 2024 — «Обесточены»[36]
- 2024 — «Хочу колечко»[37]
- 2024 — «Песня феи»[38]
- 2024 — «Скандальчик»[39]
- 2025 — «Душный»[40]

## Награды
- Почётное звание «Заслуженный артист Российской Федерации»[41] (2012).

Елена Воробей неоднократно становилась лауреатом Всероссийских конкурсов артистов эстрады:
- Конкурс актёрской песни имени Андрея Миронова: 1992 год — приз зрительских симпатий, диплом
- «Москва-Ялта. Транзит-1993» — гран-при и приз зрительских симпатий
- «Хит-парад Останкино» — 1995 год
- «Кубок юмора» — 2002 год
- Золотой Остап — кубок лучшая актриса эстрады 2006 год
- Специальный приз Французской Театральной Академии за лучшую эпизодическую роль в спектакле «Генералы в юбках».